# Rheinland-Pfalz lantdag

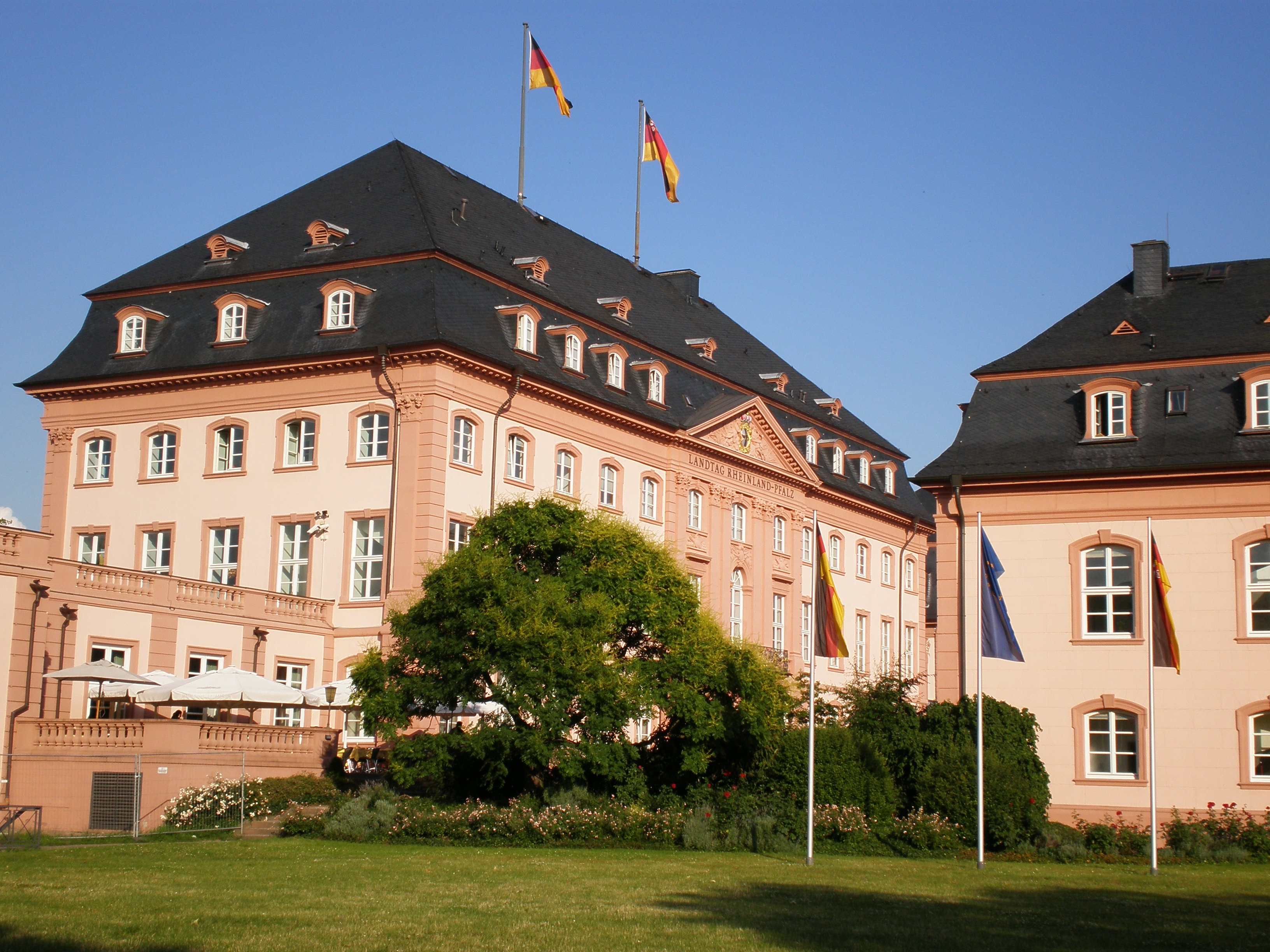
Lantdagen har sitt säte i Tyska ordens tidigare ordenspalats i Mainz, Deutschhaus.

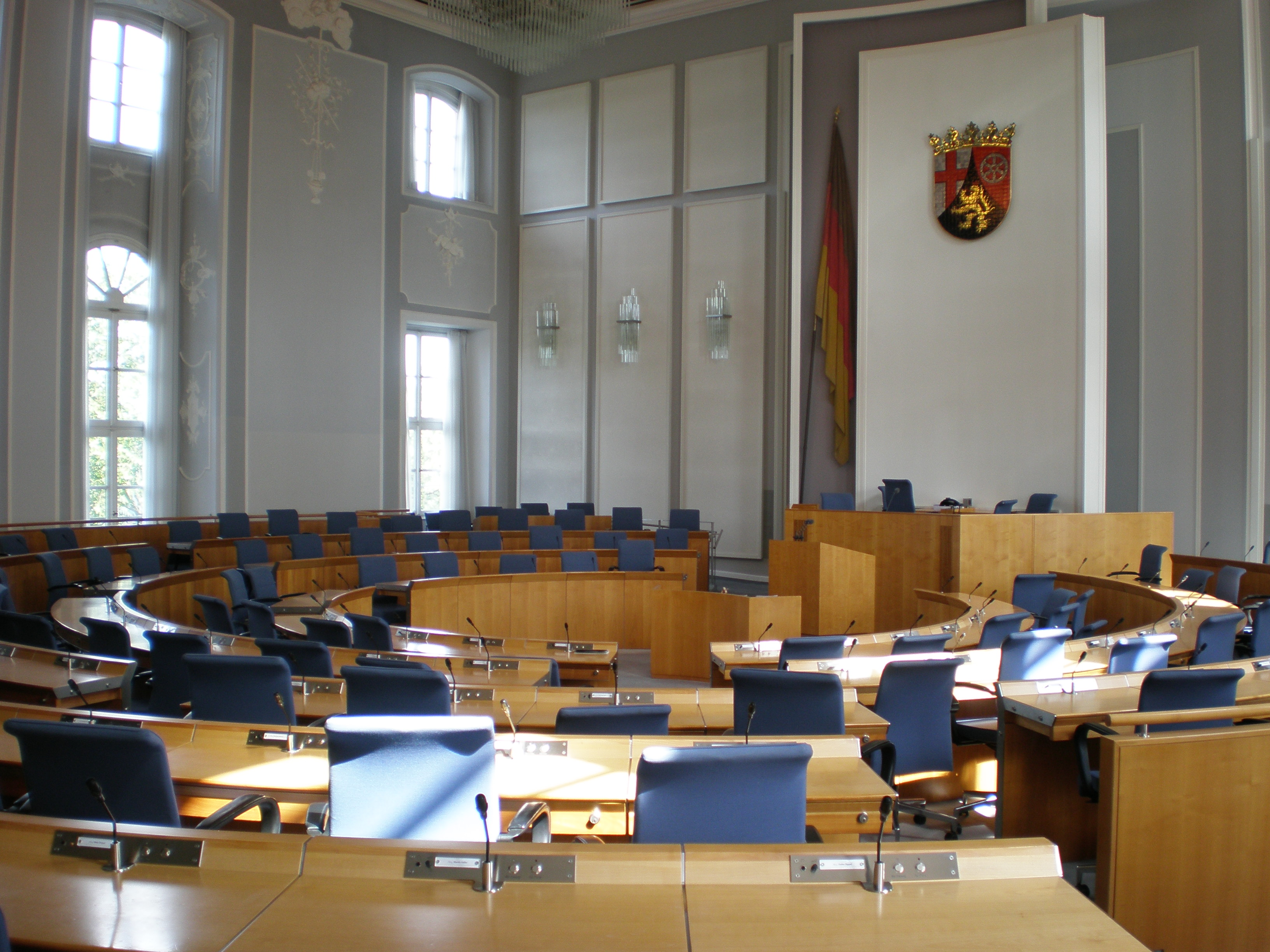
Plenisalen.

Lantdagen i Rheinland-Pfalz, tyska: Landtag Rheinland-Pfalz, är delstatsparlamentet i det tyska förbundslandet Rheinland-Pfalz. Lantdagen har sitt säte i Deutschhaus i förbundslandets huvudstad Mainz.

## Historik
Lantdagen höll sitt konstituerande möte i rådhuset i Koblenz 4 juni 1947, efter att den rådgivande församlingen året dessförinnan arbetat fram ett utkast till författning och denna godkänts i en folkomröstning. Anledningen till att Koblenz till en början fungerade som huvudstad var att Mainz, som av den franska ockupationsmakten utnämnts till huvudstad 1946, drabbats svårt av andra världskrigets bombanfall och inte förfogade över några lämpliga lokaler. 1950 beslutade lantdagen att restaurera Deutschhaus och flytta sätet till Mainz, och följande år genomfördes flytten. 1999 uppfördes en större tillbyggnad för ledamöternas och partiernas kontor, Abgeordnetenhaus.

## Valsystem
Val till lantdagen sker vart femte år, enligt samma princip som valet till Tysklands förbundsdag. Väljarna avger två olika röster på valsedeln, en på person och en på parti. Rheinland-Pfalz är indelat i 51 valkretsar, där kandidaten med flest personröster (förstaröster) i varje valkrets väljs direkt till lantdagen. Den andra rösten avges på ett parti, och de resterande 50 mandaten fördelas mellan partiernas listor enligt uddatalsmetoden så att de totalt 101 mandaten också ska vara proportionellt fördelade. En femprocentsspärr tillämpas för listvalet, men redan personvalda kandidater är undantagna från spärren. Överhängsmandat kan uppstå om de största partierna uppnår fler personmandat än sin röstandel i listvalet, och i så fall fördelas ytterligare utjämningsmandat mellan övriga partier till dess att proportionell representation uppnåtts. På grund av detta kan antalet mandat variera mellan mandatperioderna men är som lägst 101.

## Valet 2021
I valet till lantdagen i mars 2021 blev socialdemokratiska SPD största parti med 35,7 procent, motsvarande 39 mandat. CDU fick 31 mandat, Die Grünen 10 mandat, Alternativ för Tyskland 9 mandat, FDP 6 mandat och Freie Wähler 6 mandat. Efter valet återvaldes Malu Dreyer (SPD) till ministerpresident i ledningen för en mitten–vänsterregering bestående av SPD, Die Grünen och FDP. Nästa val till lantdagen sker preliminärt 2026.